# Museumsquartier
El Museumsquartier (estilizado MuseumsQuartier, MQ; lit. Barrio de los Museos) es un complejo cultural situado en Viena, Austria. Con sus 60,000 m² es el octavo espacio cultural más grande del mundo. Se encuentra ubicado en el séptimo distrito de la ciudad.

## Generalidades
El Museumsquartier aloja dentro del complejo edificios tanto de arquitectura barroca como moderna. Se utilizó un vasto espacio que había albergado los establos de la corte, obra de Johann Bernhard Fischer von Erlach y de su hijo Joseph Emanuel. La obra comenzó en abril de 1998 y duró tres años. Su costo total ascendió a 150 millones de euros, siendo inaugurado en junio de 2001.
El MQ acoge una amplia gama de instalaciones, desde amplios museos de arte como el Leopold Museum y el Mumok (Museum Moderner Kunst Stiftung Ludwig Wien, Museo de Arte Moderno de la Fundación Ludwig de Viena), hasta espacios de exhibición temporal de arte contemporáneo como el Kunsthalle Wien, un centro de danza -el Tanzquartier-, o estudios para artistas residentes y estudios de producción. Allí se celebran también eventos de la talla del Wiener Festwochen (festival cultural de Viena), el Festival Internacional de Cine de Viena, o el ImPulsTanz Vienna International Dance Festival.

## Galería

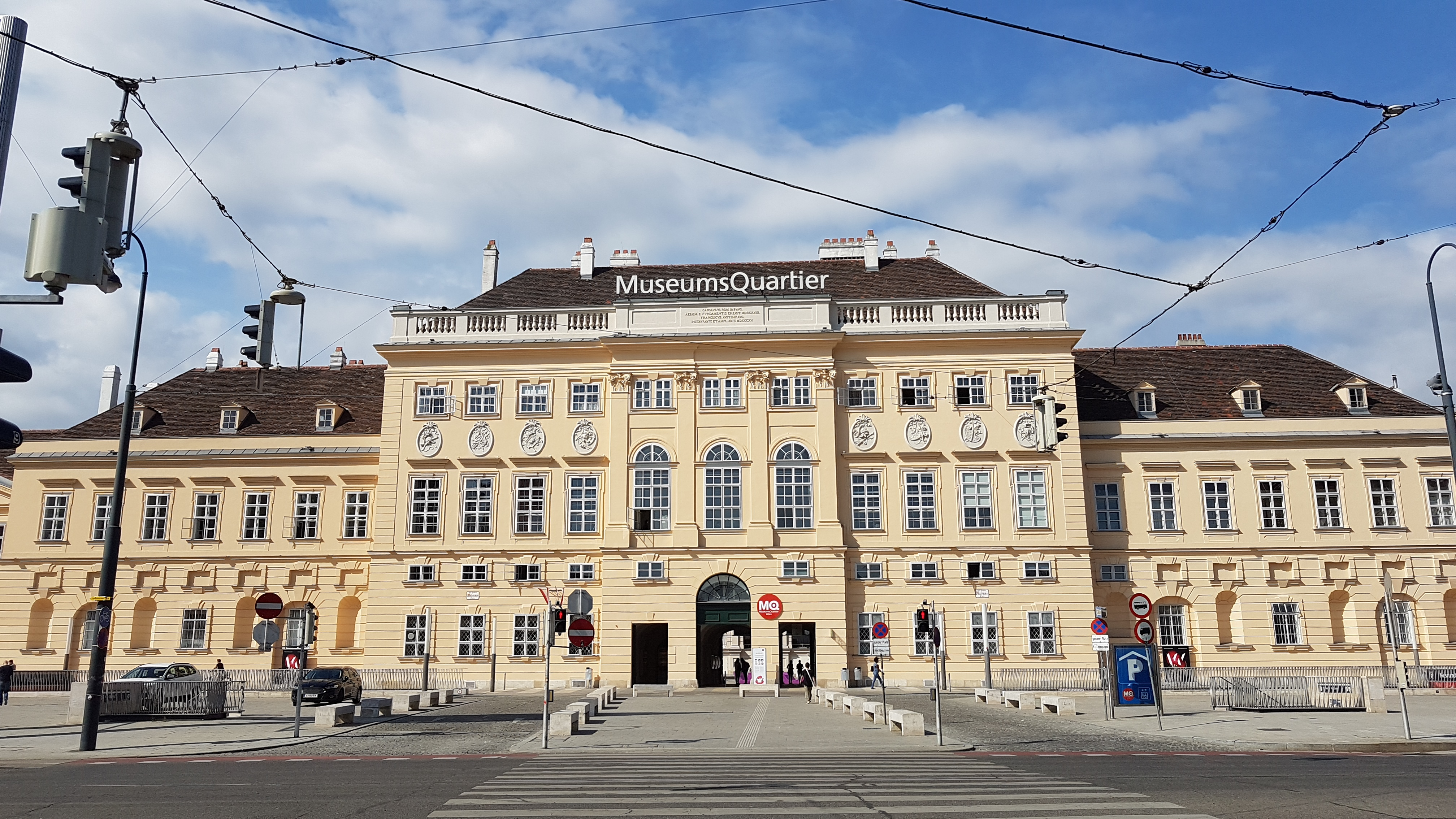
La entrada principal de MQ
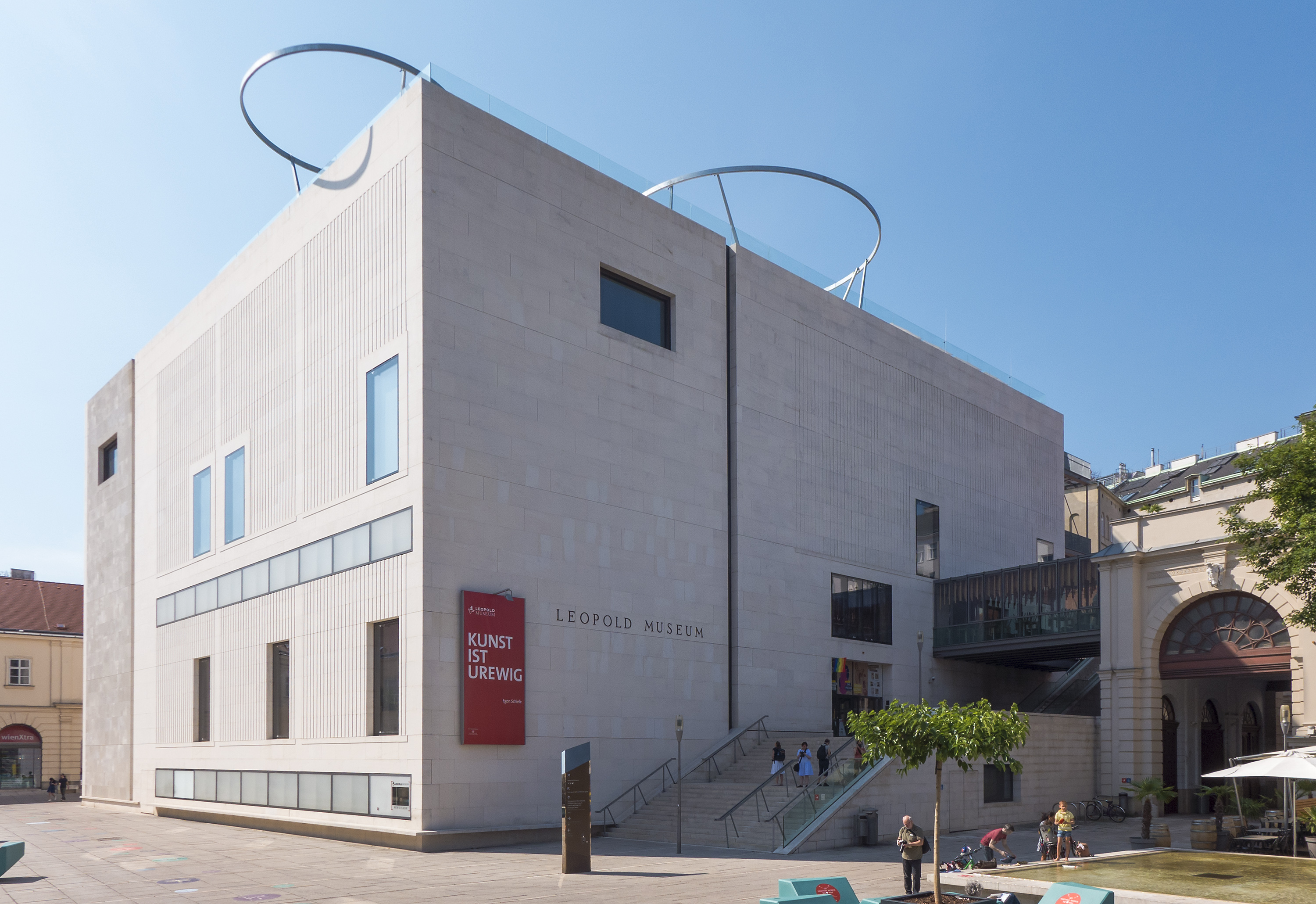
Museo Leopold
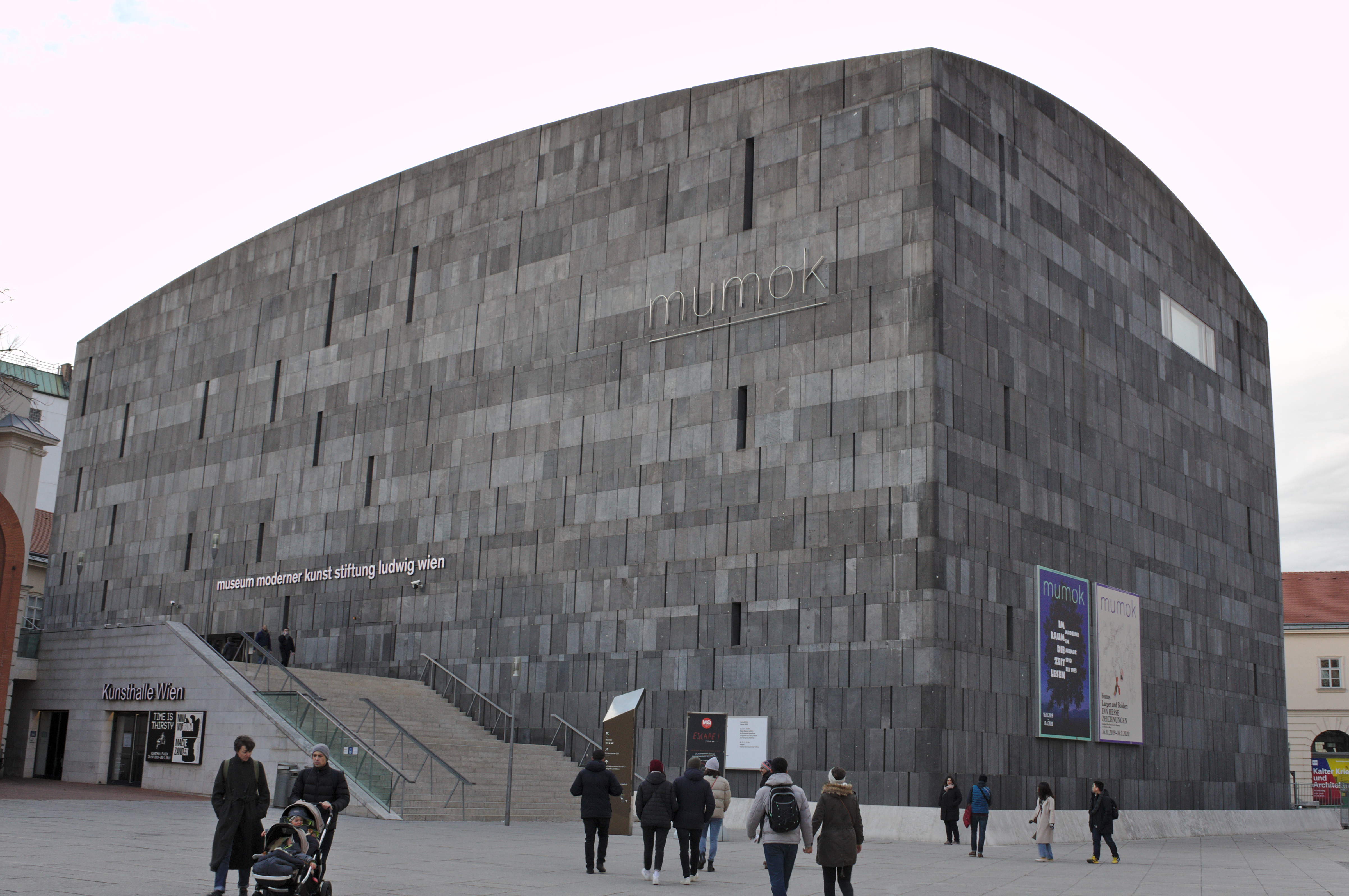
Mumok Viena
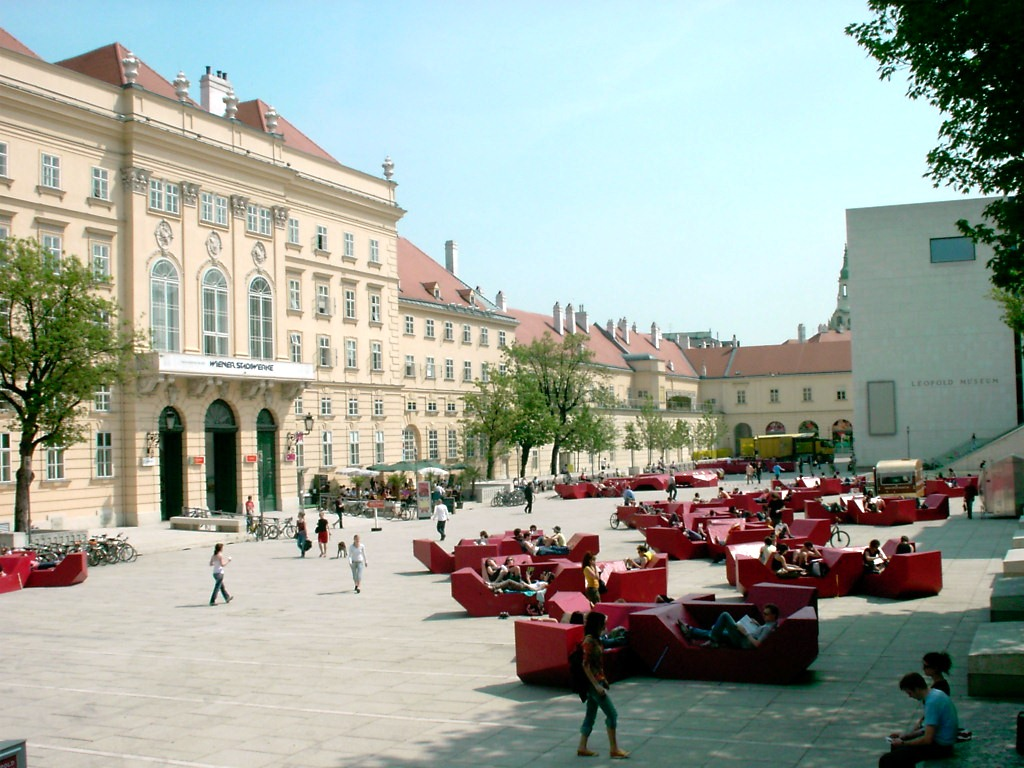
El patio principal con bancos 'Enzi'
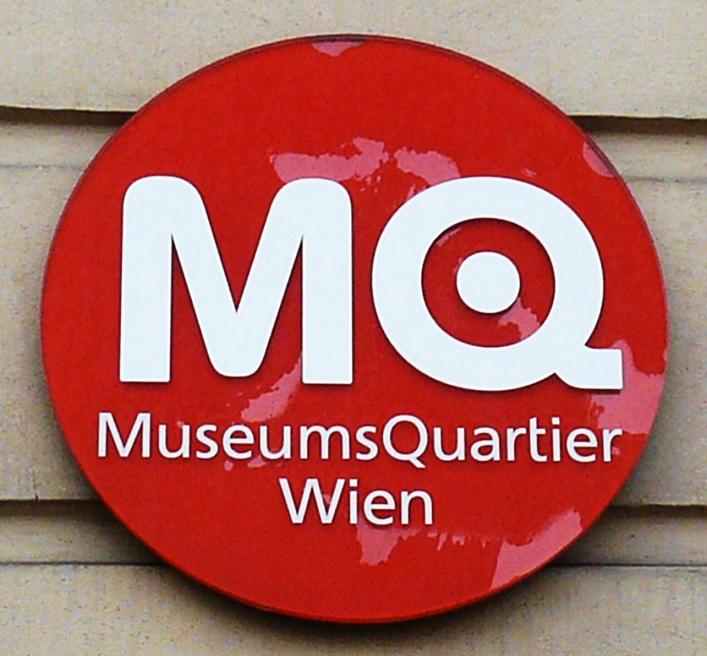
El logotipo MQ

## Controversia
Tras la inauguración se pudo comprobar que los edificios no eran accesibles para personas en silla de ruedas. Los medios de comunicación se escandalizaron por el hecho de que edificios que habían costado tanto dinero no tuvieran sus instalaciones preparadas para estos ciudadanos. Asimismo, se recibieron protestas de agrupaciones de discapacitados. Tras todo ello se reformaron los edificios para subsanar este defecto.